# Троїцько-Вишневецький заказник
Троїцько-Вишневецький — ландшафтний заказник місцевого значення. 
Заказник розташований поблизу сіл Привовчанське та Троїцьке Павлоградського району Дніпропетровської області.
Площа заказника — 681,8 га, створений у 2011 році.